# Leclercera ocellata
Leclercera ocellata là một loài nhện trong họ Ochyroceratidae. Loài này phân bố ở Borneo.